# Фердинанд Вербийст
Фердинанд Вербийст (на нидерландски: Ferdinand Verbiest) е фламандски мисионер и астроном.

## Биография
Роден е на 9 октомври 1623 година в Питем, графство Фландрия, по онова време част от Испанска Нидерландия, в семейството на бирник. Учи в йезуитски училища и през 1641 година се присъединява към ордена.
През 1658 година заминава като мисионер в Китай, където остава до края на живота си и получава името Нан Хуайжън (на китайски: 南懷仁; на пинин: Nán Huáirén). Той се ползва с влияние в двора на император Канси, съдейства за коригирането на китайския календар на базата на по-точните западни астрономически данни и участва в модернизацията на Пекинската обсерватория.
Фердинанд Вербийст умира на 28 януари 1688 година в Пекин.